# FREAK SHOW
「FREAK SHOW」（フリーク・ショー）は、日本のダンスロックバンド・DISH//の3作目のシングル。Sony Recordsから2014年3月5日に発売された。

## 概要
- 前作『晴れるYA!』から約5ヶ月振り[1]のリリース。
- CDは初回生産限定盤A・B、通常盤の3形態で発売。
- 表題曲「FREAK SHOW」は、TOKYO MXテレビアクションドラマ『BATTLE☆DISH//』の主題歌である。
- 初回生産限定盤Aの特典DVDには、「FREAK SHOW」のMV & メイキングを収録。
- 初回生産限定盤Bの特典DVDには、「Zepp Live 2YEARS PARTY」のダイジェストを収録。

## 収録曲

### CD
※M-1~3は全種類共通
1. FREAK SHOW
作詞・作曲・編曲：シライシ紗トリ
  - TOKYO MXテレビアクションドラマ『BATTLE☆DISH//』主題歌
2. マジで無理〜SUPERムチャブラレターズ〜
作詞・作曲・編曲：岡部波音
3. 君がいないと
作詞・作曲：小倉しんこう　編曲：梅原新
4. FREAK SHOW 〜Instrumental〜
  - 初回限定盤Aのみ
5. マジで無理〜SUPERムチャブラレターズ〜 〜Instrumental〜
  - 初回限定盤Bのみ
6. 君がいないと 〜Instrumental〜
  - 通常盤のみ

### DVD

#### 初回生産限定盤A
1. 「FREAK SHOW」ミュージックビデオ スペシャルバージョン
2. 「FREAK SHOW」ミュージックビデオ メイキング

#### 初回生産限定盤B
1. 「Zepp Live 2YEARS PARTY Digest」